# Seznam avstralskih arhitektov
Seznam avstralskih arhitektov.

## A
- Sydney Ancher

## B
- Nahum Barnet

## D
- Charles D'Ebro

## G
- Phillip Gibbs
- John Harry Grainger
- Francis Greenway

## H
- Talbot Hobbs

## K
- Tom Kovač

## M
- Robert Henry Macdonald
- Glenn Murcutt

## N
- Alfred Neumann (avstr.-češ.-izrael.-avstral.)

## O
- John Overall (arhitekt)

## P
- William Pitt (arhitekt)

## R
- Joseph Reed (arhitekt)

## S
- Harry Seidler
- John Sulman

## V
- John Verge

## W
- William Wardell

## Z
- Hans Rudolf Zimmerman